# RPG-16
RPG-16（俄语：РПГ-16 “Удар”；俄罗斯国防部火箭炮兵装备总局代號：／）是一款由前苏联（現在是俄罗斯）所研製及生產的58.3毫米火箭推進榴彈發射器，主要在反坦克戰時使用，發射PG-16V HEAT火箭彈。

## 歷史
RPG-16於1968年開發。在1970年被蘇聯軍隊所採用。並且在1979年—1989年期間於阿富汗的軍事行動之中的該戰區服役，在多場戰役之中被蘇聯特別任務部隊和空降軍（VDV）所少量使用。

## 設計
RPG-16是一枝無後座力發射的火箭發射器，具有58毫米炮管和HEAT彈頭。在攜行狀態的時候，炮身前後可以分離以便空投及攜行，長度是645毫米（25.39英吋）。在發射狀態的時候，其總長度是1,104毫米（43.46英吋）。沒有裝填火箭彈時，其重量為9.39公斤（20.7磅）。而裝填火箭彈成為發射狀態及配備了光学瞄準鏡時，其重量為12.4公斤（27.34磅）。RPG-16的有效最大射程可達800公尺（874.89码，2,624.67英尺）。
RPG-16看起來很像RPG-7，並且保留它的一些富有特色的配置，例如：手槍握把、炮身後方的塑料製後燄噴嘴和光學瞄準具。不過，RPG-16和RPG-7的差異就是口徑縮小至58.3毫米（2.3英吋）、可以在前端配備了兩腳架和取消了後握把。其光學瞄準鏡命名為PGO-16（俄语：ПГО-16），放大倍率為2.7倍，夜間可改為裝上倍率為2.94倍的NSPU-4（1PN51-1）夜間瞄準鏡；亦可使用裝設於發射器頂部的固定機械瞄具瞄準。
相比它的主要對手，RPG-7，RPG-16具有一枚小口徑彈頭和更強大的火箭助推器，這使得RPG-16在遠距離更為精確。與RPG-7不同的是，彈頭不會伸出發射器，因為它正好與發射管具有相同的直徑，並與發射管內裡完全適合。然而，較小的彈頭也意味著面對使用PG-7VL火箭彈的RPG-7時，卻等同不得不犧牲火力。（PG-7VL火箭彈可貫穿大約500毫米的軋壓均質裝甲，而RPG-16的火箭彈則只可貫穿大約300毫米的軋壓均質裝甲）
在蘇聯服役RPG-16會給特別行動隊以一對人為隊伍裝備，並不分配給一般部隊使用。其中一人，射手，配備發射器和兩枚PG-16彈頭。另一人，助手，進行了三枚以上的彈頭。
雖然RPG-16深受部隊的好評和經常在對抗當地的衝突，尤其是對抗當地的聖戰者戰士時使用。可是，由於發射的炮彈的口徑實在太小，相對的貫穿裝甲的能力亦較低（RPG-16的火箭彈只可貫穿大約300毫米的軋壓均質裝甲），這對於對付現代坦克而言沒有效用。最終在1980年代後期至90年代初期，RPG-16被其他火箭推進榴彈所取代。

## 使用國
- 哥伦比亚[5]
- 俄羅斯
- 乌克兰

### 前使用國
- 苏联

## 資料來源
1. ↑  РПГ，全寫：Ручной противотанковый гранатомёт，意為：反坦克榴彈發射器
2. ↑  .   [2011-08-08]. （原始内容存档于2011-08-09）.
3. ↑  .   [2010-02-26]. （原始内容存档于2010-03-16）.
4. ↑  Isby, David C,. . United Kingdom: Jane's Publishing Company Limited. 1988: 199–200.
5. ↑  .   [2016-02-22]. （原始内容存档于2016-03-12）.

## 外部連結
- （英文）—Modern Firearms—RPG-16 antitank grenade launcher（页面存档备份，存于）
- （英文）—Weapon.ge—RPG-16（页面存档备份，存于）
- （俄文）—MegaSword—Ручной противотанковый гранатомет РПГ - 16 «Гром»（页面存档备份，存于）
- （俄文）—РПГ-16
- （简体中文）—defenseonline.com.cn—前苏联RPG-16式58.3ｍｍ火箭筒